# Litemia
Litemia é o doseamento do lítio no sangue que se realiza nas pessoas que estão sendo medicadas com carbonato de lítio para avaliar os níveis correlacionados com a resposta clínica (ou tóxica) e, de acordo com o resultado, manter ou modificar a dose.
A litemia somente deve ser realizada em pacientes que estão sendo medicados com lítio, para monitorar os níveis terapêuticos e evitar que se chegue a níveis tóxicos, já que estes são muito próximos (índice terapêutico estreito).
A extração do sangue para este efeito deve ser realizada 12 horas após a última toma do medicamento, sendo esse o momento em que os níveis estão mais baixos.